# Tonkini dió
A tonkini dió (Carya tonkinensis) a bükkfavirágúak (Fagales) rendjébe sorolt diófafélék (Juglandaceae) családjában a hikoridió (Carya) nemzetségben a kínai hikorik (Sinocarya fajcsoport) egyik faja. Kínai neve „maj-csau” vagy (angol átiratban) yue nan shan he tao. 

## Származása, elterjedése
A kelet-ázsiai flóraterületen Kína déli részén és a határos elő-, illetve hátsó-indiai országokban, azaz India északkeleti és Vietnám északi részén endemikus.

## Megjelenése, felépítése
15 m-esre növő fa. A hajtások csúcsrügyei csupaszok, barnák.
Szárnyasan összetett, 15–25 cm-es levelei 5-7 levélkéből állnak; ezek fonáka bőségesen pikkelyes, ami megkülönböztető jegye.
Nyomottan gömbölyded diója 2,2–2,5 cm magas és 2,6–3 cm széles; rajta négy borda látható. A termés ennek megfelelően négyrekeszes.
Termesztéséről nincsenek adatok, a hasznosított diókat valószínűleg az erdőben gyűjtögetik.

## Életmódja, termőhelye
Lombhullató erdei fa. 
Április-májusban virágzik. Diója szeptemberben érik be.

## Felhasználása
Dióbeléből étolajat nyernek, korábban lámpaolajnak, is használták.